# Ајванхо Норт (Тексас)
Ајванхо Норт (енгл. Ivanhoe North) град је у америчкој савезној држави Тексас. По попису становништва из 2010. у њему је живело 538 становника.

## Демографија
Према попису становништва из 2010. у граду је живело 538 становника.
| Група             | 2000.  | 2010.       |
| Белци             | . (.%) | 472 (87,7%) |
| Афроамериканци    | . (.%) | 12 (2,2%)   |
| Азијати           | . (.%) | 1 (0,2%)    |
| Хиспаноамериканци | . (.%) | 46 (8,6%)   |
| Укупно            | .      | 538         |